# Culex intonsus
Culex intonsus är en tvåvingeart som beskrevs av Galindo och Blanton 1954. Culex intonsus ingår i släktet Culex och familjen stickmyggor.
Artens utbredningsområde är Honduras. Inga underarter finns listade i Catalogue of Life.